# Унгасеми
Унгасе́ми (рос. Унгасемы, чув. Ункăçум) — присілок у складі Цівільського району Чувашії, Росія. Входить до складу Богатирьовського сільського поселення.
Населення — 143 особи (2010; 208 у 2002).
Національний склад:
- чуваші — 100 %